# قمة الجمجمة
قمة الجمجمة (بالإندونيسية: Gasing Tengkorak)‏ هو فيلم رعب إثارة إندونيسي تم إصداره في 2 نوفمبر 2017. هذا الفيلم من بطولة نيكيتا ويلي.

## طاقم العمل
- نيكيتا ويلي

## روابط خارجية
- قمة الجمجمة على موقع IMDb (الإنجليزية)
- قمة الجمجمة على موقع قاعدة بيانات الفيلم (الإنجليزية)
- قمة الجمجمة على موقع ليتربوكسد (الإنجليزية)